# سفر نشيد الأنشاد

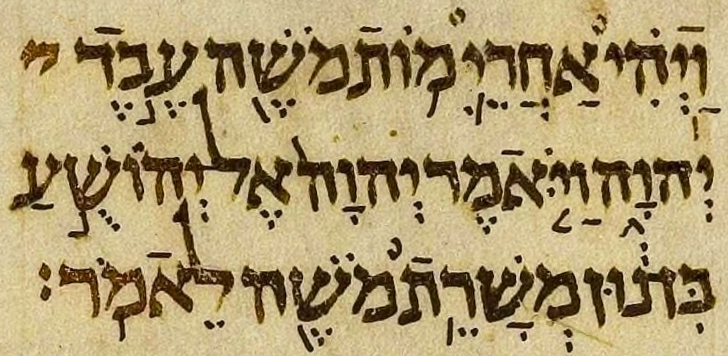
سفر يشوع 1:1 في محطوطة حلب

سفر نشيد الأنشاد هو أحد أسفار التناخ والعهد القديم ويعرف بنشيد أنشاد سليمان بالعبرية שיר השירים.

## الشخصيات

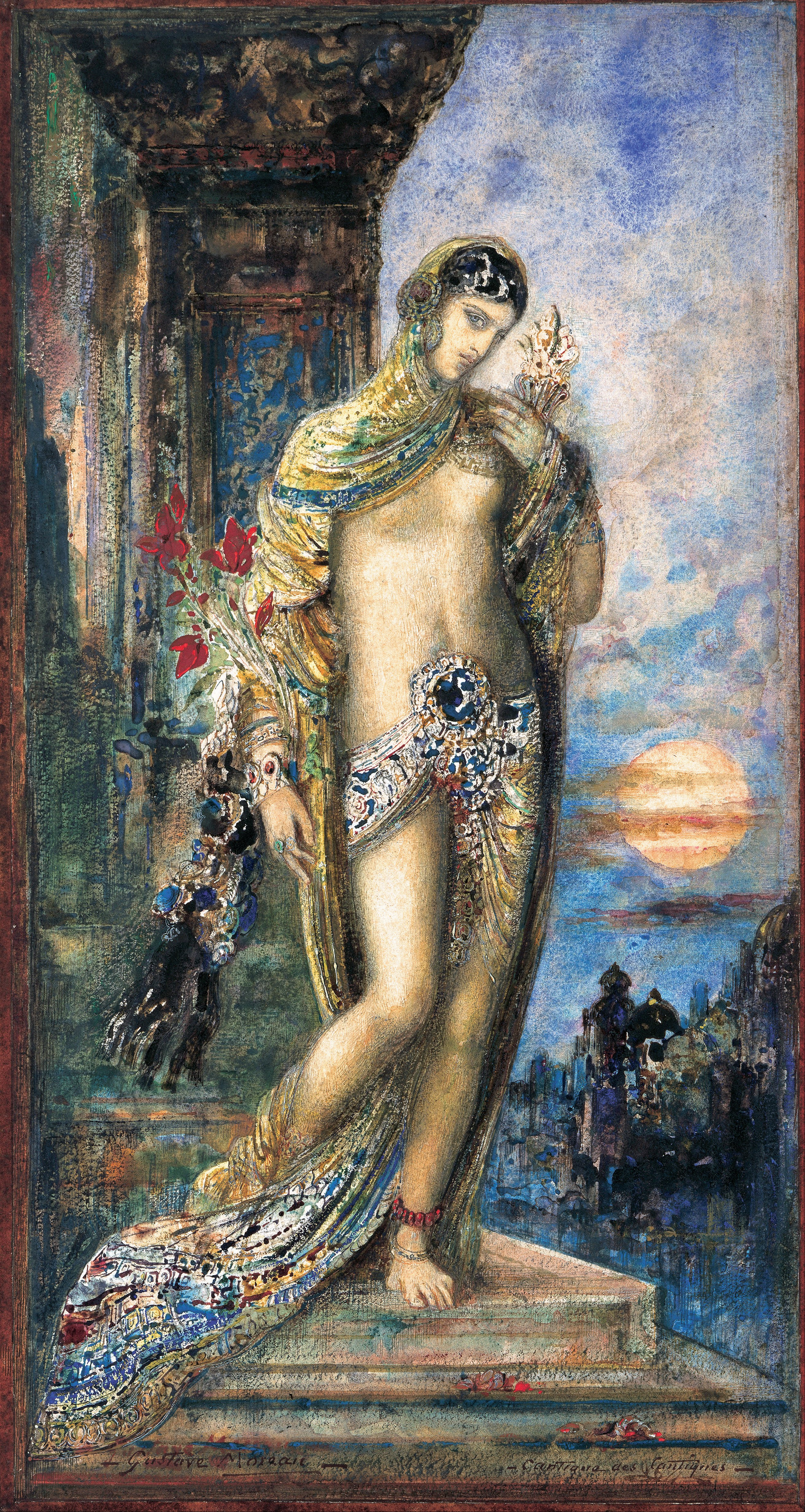
غوستاف مورو

الشخصيات الأساسية التي في السفر هي امرأة (وتدعى في أحد الآيات شولميث) ورجل، ومن خلال الحوار الذي يدور بينهما يتبين انتقالهما من مرحلة الغزل إلى مرحلة تحقيق الزواج، على سبيل المثال الرجل ينادي: "كالسوسن بين الشوك كذلك حبيبتي بين البنات"، والمرأة تجيب: "كالتفاح بين شجر الوعر، كذلك حبيبي بين البنين، تحت ظله اشتهيت أن أجلس وثمرته حلوه لحلقي"، وكذلك يحتوي على الكورس المتمثل ببنات اورشليم. وبالرغم من افتقار سفر نشيد الإنشاد من المحتوى الديني، إلا أنه يمكن تفسيره كتمثيل مجازي للعلاقة بين الرب وإسرائيل أو المسيحيين، أو بين الرب والمسيح والروح الإنسانية، كالعلاقة بين الرجل وزوجته.

## العبادة
يعد سفر نشيد الإنشاد أحد أقصر الاسفار في الكتاب المقدس، إذ أنه يحتوي على 177 عدد. ويقوم اليهود الأشكناز بقراءته يوم السبت وخلال الأيام الأواسط من عيد الفصح، أما اليهود السفرديم فيقوموا بتلاوته كل ليلة من يوم الجمعة.

## الكاتب
لا يقدم السفر أي دليل لمؤلفه أو إلى تاريخ أو مكان أو ظروف تكوينه. ينص الكتاب المقدس على أنه "يعود لسليمان"، لكن حتى لو كان المقصود بذلك تحديد المؤلف، فإن هذا لا يشبه المفهوم الحديث عن المؤلف بصورة صارمة. الدليل الأكثر موثوقية على تاريخه هو لغته: استبدلت اللغة الآرامية تدريجياً العبرية بعد نهاية الأسر البابلي في أواخر القرن السادس قبل الميلاد، وأدلة المفردات والمورفولوجيا والتعابير والقواعد اللغوية تشير بوضوح إلى تاريخ متأخر، بعد قرون من حياة الملك سليمان الذي نسب السفر تقليديا له. السفر له أوجه تشابه مع شعر الحب في بلاد ما بين النهرين ومصر في النصف الأول من الألفية الأولى، ومع أعمال ثيوقريطس، وهو شاعر يوناني كتب في النصف الأول من القرن الثالث قبل الميلاد؛ نتيجة لهذه العلامات المتضاربة، تتراوح فترة التأليف بين القرنين العاشر والثاني قبل الميلاد، ولكن تدعم أدلة اللغة كون تاريخ التأليف في حوالي القرن الثالث قبل الميلاد.

## الخلاف حول قانونيته
في اليداييم (بالعبرية: ידיים، "الأيدي") هي رسالة من المشناه والتوسفتا ، تتناول نجاسة اليدين وغسلهما. وهي الحادية عشرة في ترتيب الطهارة في معظم طبعات المشناه وبها في فصل 3:5 يذكر الخلاف اذا كان سفر الجامعة وسفر نشيد الانشاد يعتبرا موحى به او لا عبرا قول ان كان ينجس اليدين (نجس معنوي) او لا  فان كان ينجس فانه كتاب موحى به لانه في اليهودية يحرم لمس كتب المقدسة فا تكون عقوبة ان تصبح يدين نجستين وام كان لا ينجس اليدين فهو كتاب غير مقدس